# Museu Municipal Santos Rocha
O Museu Municipal Santos Rocha está localizado na cidade portuguesa da Figueira da Foz. Situado em pleno coração da cidade, junto ao Parque das Abadias, é vizinho do Centro de Artes e Espectáculos.

## História
Fundada a 6 de maio de 1894 por iniciativa do arqueólogo figueirense, António dos Santos Rocha, o museu esteve instalado na Casa do Paço até 1899, ano em que se mudou para os Paços do Concelho. O museu conheceu repercussão nacional e internacional no seu primeiro tempo áureo até à morte do seu fundador em 1910.
Sobretudo a partir de 1945, o enriquecimento das colecções — principalmente de pintura e escultura — foi tornando inevitável a criação de instalações adequadas. Construído em 1975 pela Fundação Calouste Gulbenkian e com projeto do arquiteto figueirense José Isaías Cardoso, o museu transferiu-se em 1976 para as atuais instalações próprias.
Em 1993, o museu foi distinguido pela Associação Portuguesa de Museologia com o prémio de Melhor Museu do Ano.
O Museu alargou as suas atividades em 2003, com a inauguração do Núcleo Museológico do Mar, em Buarcos, e o Núcleo Museológico do Sal (Ecomuseu) em Lavos.

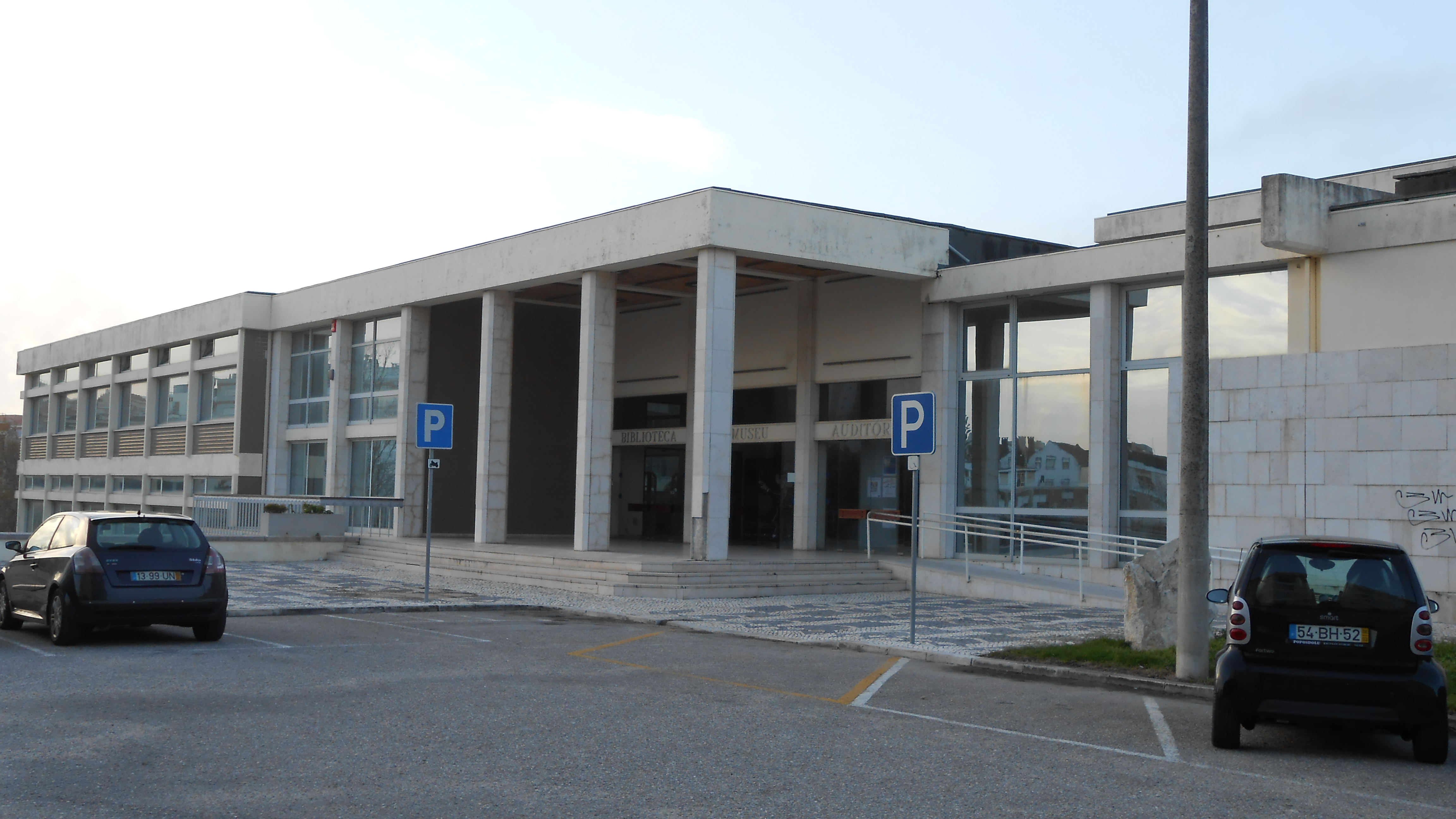
Entrada principal do Museu Santos Rocha

## Atividades
Encontram-se instalado no museu a Biblioteca Municipal Pedro Fernandes Tomás, o Arquivo Fotográfico Municipal, e o  Auditorio Municipal, com capacidade para 226 pessoas. Nas diferentes áreas de exposições encontram-se coleções arqueológicas, esculturas religiosas, cerâmicas, mobiliário indo-português, armas históricas, numismáticas, e etnografia africana e oriental, entre outras.